# تس دالی
هلن الیزابت "تس" دالی (به انگلیسی: Tess Daly) (زادهٔ ۲۹ مارس ۱۹۶۹) مدل، مجری تلویزیونی و رمان‌نویس اهل انگلستان است. وی از سال ۲۰۰۴ تاکنون یکی از مجریان اصلی برنامهٔ پرمخاطب «باید بیای برقصی» در شبکهٔ بی‌بی‌سی وان است؛ برنامه‌ای که در آن افراد مشهور در قالب یک مسابقهٔ رقص با یکدیگر رقابت می‌کنند.

## زندگی شخصی
تس دالی در استاک‌پورت، واقع در چشر متولد شد. در سال ۲۰۰۳ با ورنون کی ازدواج کرد و دارای دو فرزند است.

## آغاز زندگی
دالی در مارس ۱۹۶۹ در استاک‌پورت، چشر متولد شد، پدرش فلیکس جیمز «ویویان» دالی (۱۹۳۲–۲۰۰۳ کارگر کارخانه نساجی بود، در اثر بیماری مزمن انسدادی ریه درگذشت، وی توسط مادرش سیلویا (معروف به بردلی)، در بریچ وِیل (به انگلیسی: Birch Vale)، نزدیکی نیو میلز، داربی‌شر بزرگ شد. او در دبستان هایفیلد و دبیرستان نیو میلز تحصیل کرد، جایی که از سطح ۹ فارغ‌التحصیل شد. وی یک خواهر کوچکتر به نام کارن دارد؛ شایان ذکر است اصلیت دالی ایرلندی است.

## پیشه

### مدلینگ
هنگامی که دالی حرفه مدلینگ خود را آغاز کرد، همزمان با او مدلی به نام «هلن» مشغول به کار بود با توجه به اینکه نام کوچک هر دو هلن بود از او خواسته شد نام خود را تغییر دهد. نماینده دالی شیفته ناستاسیا کینسکی از فیلم تس بود، به او گفت که باید نام خود را به «تس» تغییر دهی؛ دالی بعداً در صحبت‌هایش اشاره کرد که «ساده لوح و تاثیرپذیر» بوده گرچه او هیچ‌گاه به خاطر آن نظر نام خود را بصورت رسمی تفییر نداد زیرا فکر می‌کرد این کار بی‌احترامی به پدر و مادرش است.
دالی شش هفته پس از ۱۸ سالگی اولین کار حرفه‌ای خود را در مدلینگ در توکیو انجام داد. وی ابتدا در لندن اقامت داشت و پس از یک سری مأموریت در آسیا و اروپا، به مدت پنج سال نیز در پاریس بود، سپس مجدد برای شش ماه به لندن بازگشت، پیش از آنکه به مدت پنج سال برای کار به نیویورک برود.
در سال ۱۹۹۰، دالی در دو ویدیویی از "دوران دوران" (به انگلیسی: Duran Duran) برای آهنگ‌های "جدی" (به انگلیسی: " Serious ") و "خشونت ناشی از عشق تابستانی" (به انگلیسی: "Violence of Summer Love's Taking Over")، هر دو از "آلبوم آزادی" (به انگلیسی: Liberty) ظاهر شد، همچنین در ویدیوی آهنگهای "معشوق" (به انگلیسی: The Beloved's) و آهنگ "هارمونی شیرین" (به انگلیسی: "Sweet Harmony".) برهنه ظاهر شد.
او سپس بعنوان چهره دنون نوعی ماست (محصول لبنی) و همچنین شرکت لباس زیر زنانه «لاسِنزا» (به انگلیسی: La Senza) شناخته شد و زمانیکه در انگلیس بود و در کمپین «کریسمس را بدزدید» (به انگلیسی: Steal the Show Christmas 2009) ظاهر شد.

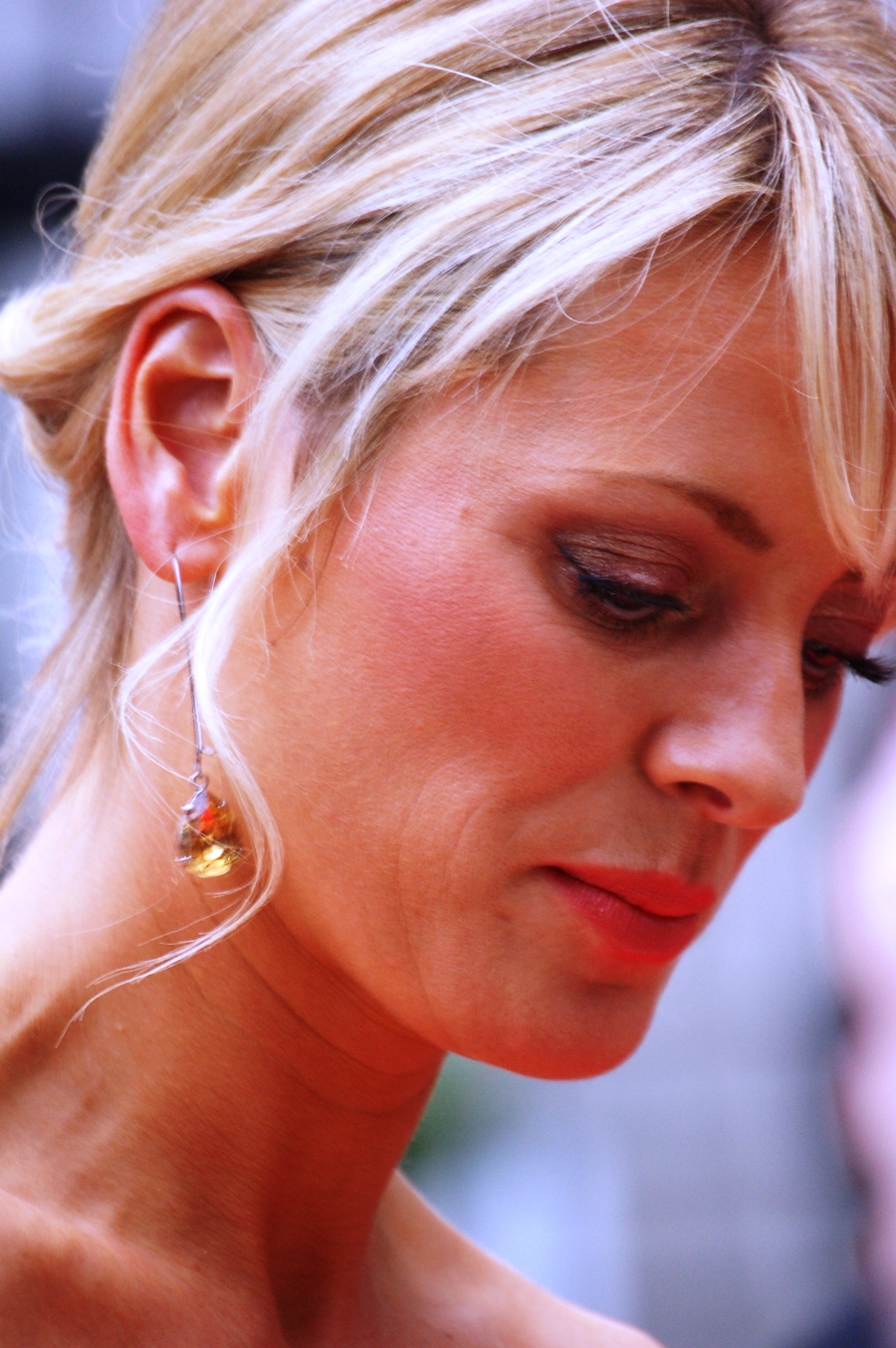
Tess Daly

### تلویزیون
زمانیکه که دالی در منطقه لوور ایست ساید در شهر نیویورک زندگی می‌کرد، دوستی داشت که مراسم فرش قرمز را ترتیب داده بود او به دالی پیشنهاد داد که با حضور در مراسم فرش قرمز با حضار معروف مصاحبه کند. دالی بعد از خرید یک دوربین فیلمبرداری، اولین مصاحبه اش را با کوئنتین کریسپ ساکن نیویورک، نویسنده کتاب "کارمند دولتِ برهنه" (به انگلیسی: The Naked Civil Servant) بود که تا زمان مرگ وی نیز با او دوست بود. پس از چند مصاحبه در فرش قرمز، در سال ۲۰۰۰، وی یک رزومه برای تهیه‌کنندگان برنامه "صبحانه بزرگ" (به انگلیسی: "The Big Breakfast ") کانال ۴ (بریتانیا) فرستاد که بلافاصله با او قرارداد بستند تا مسابقه " از من یک مدل بساز" را اجرا نماید. از آن زمان، او نمایش‌های دیگری از جمله "برگشت به واقعیت"، "اس ام تی‌وی"، "بازدیدهای با سروصدا"، "جدا شده" (به ترتیب و به انگلیسی: Get Your Kit Off , Singled Out , Smash Hits TV , SMTV Live , Back To Reality) و اولین سری از "من یک مدل بساز" (به انگلیسی: Make Me a Supermodel) را با دیو بری (به انگلیسی: Dave Berry) ارائه داده‌است.
در سال ۲۰۰۳، دالی به عنوان مجری برنامه «ساختن خانه توسط خودتان» در شبکه آی‌تی‌وی (به انگلیسی: ITV Home On They Own) جایگزین اولریکا جونسون شد، نمایشی که در آن کودکان در طول آخر هفته در حالی که والدینشان به تعطیلات رفته بودند، تصمیم می‌گرفتند خانه را خودشان تغییر دهند که البته این در جهت مثبتی برای منزل بود؛ مثلاً ساخت یک اتاق قدرت آستین (به انگلیسی: Austin Powers)، زنگ‌های در برای کودکان بصورت جداگانه یا یک اتاق نشیمن سینما بود.
دالی از سال ۲۰۰۴ تاکنون با همکاری بی‌بی‌سی وان به اجرای برنامهٔ «باید بیای برقصی» (به انگلیسی: Strictly Come Dancing) می‌پردازد. او در ابتدا با بروس فورسایت میزبان دیگر برنامه همکاری می‌کرد تا اینکه بروس برنامه را در سال ۲۰۱۳ ترک کرد. از سال ۲۰۱۴ او با کلودیا وینکلمن (به انگلیسی: Claudia Winkleman) میزبان مشترک است. دالی نیمه اول سری دوم برنامه را از دست داد زیرا در همان زمان دختر اولش را به دنیا آورده بود. ناتاشا کپلینسکی (به انگلیسی: Natasha Kaplinsky) برنده سری قبلی، جای او را برای این قسمت‌ها گرفت.
در ژانویه ۲۰۰۷، دالی و همسرش ورنون کی سری دوم «فقط ما دوتا» (به انگلیسی: Just the Two of Us) را در بی‌بی‌سی وان ارائه دادند.
دالی همچنین میزبان برنامه «فردا همین موقع» (به انگلیسی: This Time Tomorrow) و برنامه «بخت‌آزمایی ملی» (به انگلیسی: National Lottery)از شبکه بی‌بی‌سی وان بود. از سال ۲۰۰۸، دالی باتری واگن (به انگلیسی: Terry Wogan) و فرین کوتون (به انگلیسی: Fearne Cotton) برنامه تلویزیونی «کودکان نیازمند» (به انگلیسی: Children in Need)درا بی‌بی‌سی را ارائه دادند. وی همچنین برنده ویژه باید «باید بیای برقصی ویژه کودکان نیازمند» (به انگلیسی: Children in Need version of Strictly Come Dancing) در مقابل تری واگن (به انگلیسی :Terry Wogan) شد، جایی که با آنتوآن بِک (به انگلیسی: Anton du Beke) همکاری داشت. دالی در ۱۷ دسامبر ۲۰۰۸، نیز میزبان اجرای «عملکرد انواع سلطنتی» (به انگلیسی: Royal Variety Performance) بود.
در نوامبر ۲۰۱۳، دالی مهمان یک قسمت از «نمایش یک» (به انگلیسی: The One Show) به میزبانی مت بیکر نیز بود. در اوایل سال ۲۰۱۵، او کمک میزبان «برنامه کمدی چرخونه خیریه مردمی باید بیای برقصی» (به انگلیسی: Strictly Come Dancing charity spin-off The People's Strictly for Comic Relief)که در شبکه بی‌بی‌سی وان پخش شد ظاهر شد. همچنین دالی در سال ۲۰۱۵، کمک میزبان برنامه «مادرانه» (به انگلیسی: Being Mum) که یک نمایش جدید برای ای‌اوال در کنار برای روچل هامس (به انگلیسی: Rochelle Humes) حضور داشت.
در سال ۲۰۱۹، او در درام سی بی‌بی‌سی: تقریباً هرگز یک شخصیت ناشناس را بازی می‌کند که مجری برنامه تلویزیونی داستانی The Spotlight است

### نویسندگی
در سال ۲۰۱۱، دالی اولین رمان خود را به نام «دوربین هرگز دروغ نمی‌گوید» (با انگلیسی:The Camera Never Lies) را که قصه ای عشقی در مورد عشق‌های زیادیست که در پشت صحنه‌ها رخ می‌دهد با هنرمندی Hodder & Stoughton برای جلد و حاشیه، توسط کرنت (به انگلیسی: Coronet) به انتشار رساند. دومین کتاب دالی در سال ۲۰۱۳ تحت عنوان «به نیویورک بستگی دارد» (به انگلیسی It's Up to You New York") منتشر کرد

### کارهای دیگر
در سال ۲۰۱۳، او چهره جدید برند و محصولات مراقبت پوستی لورئال شدو در ۷ دسامبر ۲۰۱۷، دالی چهره جدید مارک مکمل ول مؤمن (به انگلیسی: Wellwoman) ویتابیوتیکس شد.

## زندگی شخصی
دالی در ۱۲ سپتامبر ۲۰۰۳ با دی جی و مجری تلویزیون ورنون کی در کلیسای کاتولیک سنت ماری در هورویچ، نزدیک بولتون ازدواج کرد. آنها صاحب دو فرزند دو دختر شدند. فیبی، متولد ۱۷ اکتبر ۲۰۰۴ و امبر، متولد ۳۰ مه ۲۰۰۹. دالی و کی در فولمر، باکینگهام‌شر زندگی می‌کنند.

## فیلم‌شناسی

### تلویزیون
| سال       | عنوان                                 | کانال             | نقش                              | یادداشت                                                  |
| --------- | ------------------------------------- | ----------------- | -------------------------------- | -------------------------------------------------------- |
| ۲۰۰۱      | پارتی استخرال ای                      |                   | میزبان                           |                                                          |
| ۲۰۰۲–۲۰۰۳ | اس ام تی‌وی زنده                       | آی‌تی‌وی / سی‌آی‌تی‌وی | مجری                             |                                                          |
| ۲۰۰۴      | بازگشت به واقعیت                      | کانال ۵           | مجری                             | با ریچارد بیکن                                           |
| ۲۰۰۴      | امداد ورزشی                           | بی‌بی‌سی وان        | مجری                             | با جیمی تئاکستون                                         |
| ۲۰۰۴ -    | به شدت بیا رقص                        | بی‌بی‌سی وان        | مجری                             | با بروس فورسایت یا کلودیا وینکلمن                        |
| ۲۰۰۶–۲۰۰۷ | سی                                    | بی‌بی‌سی وان        | مجری                             | با ورنون کی                                              |
| ۲۰۰۸      | یک شب از قهرمانان: جوایز نظامی خورشید | آی‌تی‌وی            | میزبان                           | جایگزین شده توسط آماندا هولدن و فیلیپ شوفیلد از سال ۲۰۰۹ |
| ۲۰۰۸      | عملکرد انواع سلطنتی                   | بی‌بی‌سی وان        | مجری                             |                                                          |
| ۲۰۰۸      | فردا همین وقت                         | بی‌بی‌سی وان        | میزبان                           |                                                          |
| ۲۰۰۸      | تولدت مبارک برسی!                     | بی‌بی‌سی وان        | میزبان                           | ویژه تلویزیون یکبار مصرف                                 |
| ۲۰۰۹–۲۰۱۹ | کودکان نیازمند                        | بی‌بی‌سی وان        | مجری                             | با تری ووگان، درموت اولیری یا آده آدپیتان                |
| ۲۰۱۳      | یک نمایش                              | بی‌بی‌سی وان        | مجری مهمان                       | ۱ قسمت                                                   |
| ۲۰۱۵      | مردم به شدت برای تسکین کمیک           | بی‌بی‌سی وان        | مجری                             | با کلودیا وینکلمن                                        |
| ۲۰۱۵      | مادر بودن                             | ای‌اوال            | مجری                             | با راشل هیومز                                            |
| ۲۰۱۸      | سر بروس: یک جشن                       | بی‌بی‌سی وان        | میزبان                           |                                                          |
| ۲۰۱۹      | تقریباً هرگز                           | سی بی‌بی‌سی         | مجری نمایش داستانی The Spotlight |                                                          |

حضور مهمان
- Shooting Stars (2002، ۲۰۱۱)
- بو 'سلکتا! (۲۰۰۲)
- داوینا (۲۰۰۶)
- نمایش پل اوگرادی (۲۰۰۷)
- Celebrity Juice (2012، ۲۰۱۴)
- آیا به تو دروغ می‌گویم؟ (۲۰۱۲)
- ۸ از ۱۰ گربه (۲۰۱۲، ۲۰۱۳)
- That Puppet Game Show (2013)
- Alan Carr: Chatty Man (2013)
- The Guess List (2014)[۱۶]
- Celebrity Squares (2015)
- Through the Keyhole (2015)